# Sénégali sombre
Euschistospiza cinereovinacea
Espèce
Statut de conservation UICN

 LC  : Préoccupation mineure
Le Sénégali sombre (Euschistospiza cinereovinacea) est une espèce de passereaux d'Afrique subsaharienne appartenant à la famille des Estrildidae.